# Organiczny cykl Rankine’a
Organiczny cykl Rankine'a (ORC z ang. Organic rankine cycle) – obieg termodynamiczny, w którym zachodzi, tak jak w obiegu Rankine’a, parowanie i skraplanie czynnika roboczego, ale nie jest nim woda, a związek organiczny o niskiej temperaturze wrzenia. Czynnik taki pozwala na konstrukcję silnika cieplnego pozyskującego ciepło ze źródeł o niższej temperaturze, takich jak: spalanie biomasy o niskiej kaloryczności, ciepła odpadowego procesów przemysłowych, energii geotermalnej, kolektorów słonecznych i innych. Niskotemperaturowe ciepło może być przekształcone w pracę użyteczną, a ta z kolei w energię elektryczną. Pierwszy prototyp został zaprojektowany i opublikowany w 1961 roku przez Harry Zvi Tabor i Lucien Bronicki.

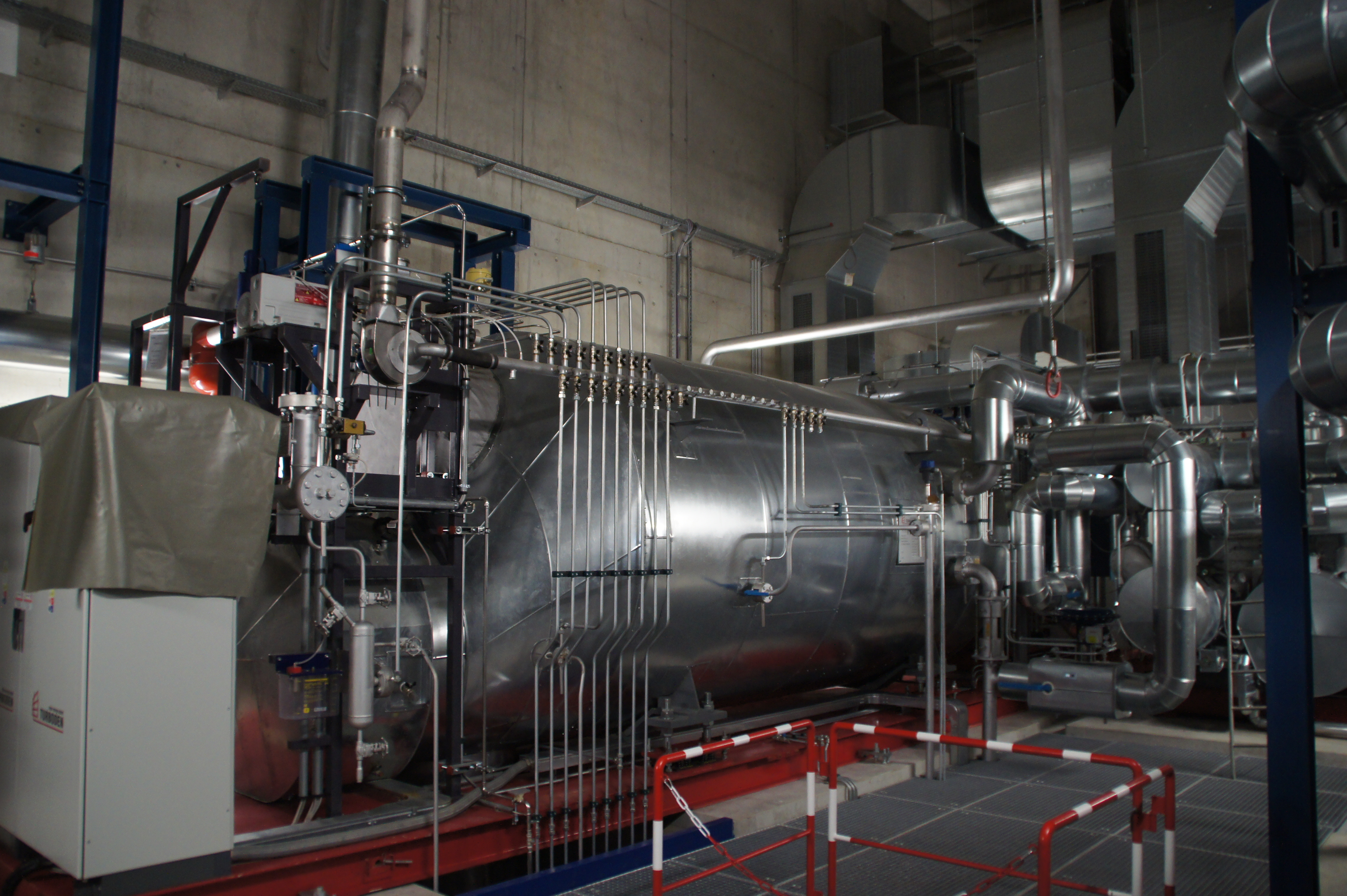
Układ ORC

## Zasada działania ORC
Zasada działania obiegu ORC jest taka sama jak dla tradycyjnego obiegu Rankine'a. Czynnik roboczy jest pompowany do wytwornicy pary, gdzie zostaje podgrzany i odparowuje, następnie zachodzi jego ekspansja w turbinie. Para z turbiny, zostaje przekierowana do skraplacza, gdzie zostaje skondensowana do fazy ciekłej.

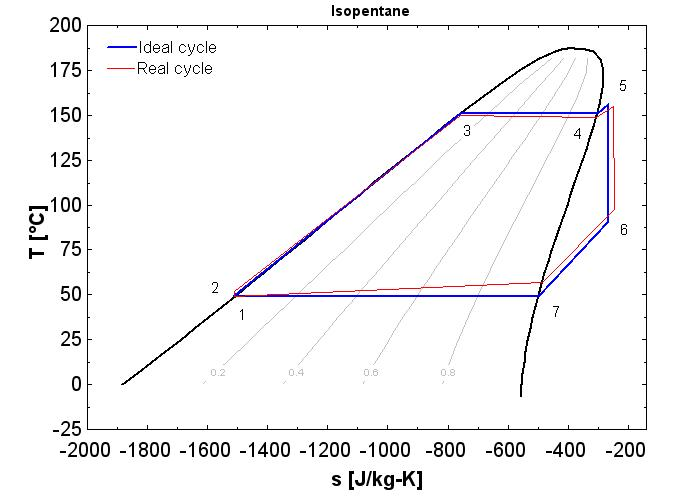
Obieg ORC w układzie Temperatura-Entropia

W idealnym cyklu Rankine'a proces ekspansji pary na turbinie jest izentropowy, natomiast procesy kondensacji i odparowywania czynnika są izobaryczne.
Niestety cykl rzeczywisty jest cyklem nieodwracalnym (występują straty energii), a więc sprawność całego obiegu ulega zmniejszeniu. Głównymi źródłami tych strat są:
- podczas ekspansji pary na turbinie – tylko część energii zużywana jest na pracę użyteczną, a reszta w postaci ciepła jest tracona. Sprawność turbiny określa się porównując przemianę rzeczywistą, z przemianą izentropową.
- w skraplaczu – jest to źródło największych strat energii w całym obiegu, ponieważ ciepło jest odbierane od czynnika, by ten mógł powrócić do fazy ciekłej.

## Zwiększenie sprawności obiegu ORC
Podobnie jak dla tradycyjnego obiegu Rankine'a, stosuje się:
- regenerację ciepła – część pary zostaje upuszczona z turbiny i jej zadaniem jest wstępne podgrzanie wody skondensowanej ze skraplacza.
- międzystopniowy przegrzew pary – para opuszczająca turbinę numer 1 zostaje zawrócona do komory spalania (wymiennika ciepła), a następnie zostaje skierowana do turbiny nr 2. Dalsza część obiegu nie ulega zmianie.

## Niekonwencjonalne źródła ciepła dla technologii ORC
W obiegu ORC można wykorzystać wiele źródeł ciepła, a najważniejsze z nich przedstawiono poniżej.

### Odzysk ciepła odpadowego
Odzysk ciepła odpadowego jest jednym z najważniejszych obszarów rozwoju dla technologii ORC. Może być ona wykorzystywana w kogeneracji np.  w elektrociepłowniach/elektrowniach (rola skraplacza),  w procesach rolniczych, przemysłowych (gorące spaliny z pieców, odzysk ciepła spalin w pojazdach spalinowych).

### Wykorzystanie biomasy do spalania
Biomasa jest surowcem dostępnym na całym świecie i może być stosowana do wytwarzania elektryczności w małych elektrowniach. Wysokie koszty inwestycyjne, związane z uruchomieniem bloku (tradycyjny obieg CR) na biomasę, dla ORC zostały zmniejszone ze względu na niższe ciśnienie czynnika w tym obiegu. Oprócz tego w przeciwieństwie do tradycyjnego czynnika (wody), nie powoduje korozji maszyn, dzięki czemu elementy turbiny i zaworów rurowych nie ulegają rdzewieniu.

### Źródła geotermalne
Temperatura źródeł geotermalnych waha się w granicach od 50 °C do 400 °C. Technologia ORC jest więc idealnie przystosowana do tego typu rozwiązań. Jednakże dla temperatury mniejszej niż 100 °C sprawność obiegu jest bardzo mała, a co za tym idzie nieopłacalne jest wykorzystywanie takich źródeł. W 2019 roku zastosowanie tej technologii rozważała Geotermia Podhalańska.

### Elektrownie słoneczne
Kolejnym źródłem ciepła, jakie można wykorzystać są kolektory słoneczne koncentryczne.
Obecnie elektrownie te oparte są na tradycyjnym obiegu parowym. W przypadku zastosowania ORC, można zastosować mniejsze pojemności układu, jak również potrzeba niższej temperatury z kolektora. Dzięki temu koszty budowy takiej elektrowni stają się niższe, a długość pracy w ciągu roku się wydłuża.

## Ciecz robocza
Wybór odpowiedniej cieczy roboczej jest niezwykle ważny dla pracy w niskotemperaturowym cyklu Rankine'a. Ze względu na niską temperaturę, brak skuteczności wymiany ciepła jest bardzo szkodliwy dla całego procesu. Ten negatywny wpływ silnie zależy od charakterystyki danej cieczy oraz od warunków w jakich pracuje.
W celu odzyskania ciepła, ciecz robocza ma niższą temperaturę wrzenia niż w przypadku powszechnie używanej wody. Najczęściej używane są substancje chłodzące stosowane np. w pompach ciepła lub węglowodory.
Optymalne właściwości płynu roboczego:
- Izentropowa krzywa nasycenia pary. Zastosowanie cyklu ORC skupia się na odzyskiwaniu niskotemperaturowego ciepła, dlatego podejście identyczne jak dla tradycyjnego układu Rankine'a jest nieefektywne. Korzystne są małe przegrzewy na wyjściu z parownika.
- Niska temperatura zamarzania, wysoka stabilność temperaturowa. W przeciwieństwie do wody, ciecze organiczne w wysokich temperaturach ulegają rozkładowi lub zmieniają właściwości fizyczne. Wynika z tego, że maksymalna temperatura źródła ciepła jest ograniczona stabilnością chemiczną zastosowanej cieczy roboczej. Natomiast temperatura krzepnięcia powinna  niższa od najniższej temperatury w cyklu.
- Wysokie ciepło parowania i gęstość. Płyn o wysokim cieple parowania i gęstości jest w stanie zaabsorbować więcej energii ze źródła. Dzięki temu zmniejsza się prędkość przepływu, wielkość całego układu oraz zapotrzebowanie pomp na energię elektryczną.
- Niewielki wpływ na środowisko. Ciecz robocza powinna się charakteryzować małą zdolnością do niszczenia warstwy ozonowej oraz małym wpływem na globalne ocieplenie.
- Bezpieczeństwo. Powinien nie powodować korozji, być niepalny oraz nietoksyczny. Klasyfikacja bezpieczeństwa ASHRAE czynników chłodniczych może być stosowana jako wskaźnik poziomu niebezpieczeństwa dla danej cieczy roboczej.
- Dobra dostępność, niski koszt.

### Przykłady cieczy roboczych
| Medium                 | Masa molowa | Punkt krytyczny | Punkt krytyczny | Temperatura wrzenia(1atm) | Ciepło parowania (1atm) | Entalpia na krzywej nasycenia | Wpływ na środowisko i inne |
| ---------------------- | ----------- | --------------- | --------------- | ------------------------- | ----------------------- | ----------------------------- | -------------------------- |
| Amoniak (NH3)          | 17          | 405,3 K         | 11,33 MPa       | 239,7 K                   | 1347 kJ/kg              | ujemny                        | 750 K                      |
| Etanol (C2H5OH)        | 46,07       | 516,25 K        | 6,38 MPa        | 351,15 K                  | 845 kJ/kg               | ujemny                        |                            |
| Woda                   | 18          | 647,0 K         | 22,06 MPa       | 373,0 K                   | 2256 kJ/kg              | ujemny                        | .                          |
| n-Butan C4H10          | 58,1        | 425,2 K         | 3,80 MPa        | 272,6 K                   | 383,8 kJ/kg             | .                             | .                          |
| n-Pentan C5H12         | 72,2        | 469,8 K         | 3,37 MPa        | 309,2 K                   | 357,2 kJ/kg             | .                             | .                          |
| C6H6 (Benzol)          | 78,14       | 562,2 K         | 4,90 MPa        | 353,0 K                   | 438,7 kJ/kg             | dodatni                       | 600 K                      |
| C7H8 (Toluol)          | 92,1        | 591,8 K         | 4,10 MPa        | 383,6 K                   | 362,5 kJ/kg             | dodatni                       | .                          |
| R134a (HFC-134a)       | 102         | 374,2 K         | 4,06 MPa        | 248,0 K                   | 215,5 kJ/kg             | izentropa                     | 450 K                      |
| C8H10                  | 106,1       | 616,2 K         | 3,50 MPa        | 411,0 K                   | 339,9 kJ/kg             | dodatni                       | .                          |
| R12                    | 121         | 385,0 K         | 4,13 MPa        | 243,2 K                   | 166,1 kJ/kg             | izentropa                     | 450 K                      |
| HFC-245fa              | 134,1       | 430,7 K         | 3,64 MPa        | 288,4 K                   | 208,5 kJ/kg             | .                             | 520 K                      |
| HFC-245ca              | 134,1       | 451,6 K         | 3,86 MPa        | 298,2 K                   | 217,8 kJ/kg             | .                             | .                          |
| R11 (CFC-11)           | 137         | 471,0 K         | 4,41 MPa        | 296,2 K                   | 178,8 kJ/kg             | izentropa                     | 420 K                      |
| HFE-245fa              | 150         | 444,0 K         | 3,73 MPa        | .                         | .                       | .                             | .                          |
| HFC-236fa              | 152         | 403,8 k         | 3,18 MPa        | 272,0 K                   | 168,8 kJ/kg             | .                             | .                          |
| R123                   | 152,9       | 456,9 K         | 3,70 MPa        | 301,0 K                   | 171,5 kJ/kg             | dodatni                       | .                          |
| CFC-114                | 170,9       | 418,9 K         | 3,26 MPa        | 276,7 K                   | 136,2 kJ/kg             | .                             | .                          |
| R113                   | 187         | 487,3 K         | 3,41 MPa        | 320,4 K                   | 143,9 kJ/kg             | dodatni                       | 450 K                      |
| n-Perfluorpentan C5F12 | 288         | 420,6 K         | 2,05 MPa        | 302,4 K                   | 87,8 kJ/kg              | .                             | .                          |